# Tiphia birganjae
Tiphia birganjae (лат.) — вид ос рода Tiphia из семейства Tiphiidae (Hymenoptera). Индия, Непал. Назван по месту типового обнаружения (около Birganj, Непал).

## Описание
Жалящие перепончатокрылые. Длина тела 4,9—6,2 мм. Передняя часть головы шагренирован сетчатыми точками; мандибулы без преапикального зубца; наличник с медианным расширением выемчатый, с крупными точками; дорсальный пронотальный киль с продольными гребнями; латеральная сторона пронотума с трансдискальной бороздкой; мезоплеврон с крупными точками вперемешку с мелкими; ареола проподеума трапециевидной формы, с крупными точками; метанотум без впадин; ареола проподеума кистевидной формы, ареолярный киль без кренуляций; метанотум с крупными, грубыми точками; усики снизу желтовато-оранжевые; ноги желтовато-оранжевые; маргинальная ячейка переднего крыла короткая, лишь немного длиннее второй кубитальной ячейки в апикальном продолжении. Личинки предположительно, как и близкие виды, паразитируют на пластинчатоусых жуках (Scarabaeidae, Rutelidae, Cetoniinae). Вид был впервые описан в 1975 году американским энтомологом Гарри Виллисом Алленом (1892—1981), а его валидный статус подтверждён в 2022 году.